# Grube Victor
Die Grube Victor war eine Buntmetallerz-Grube des Bensberger Erzreviers in Rösrath  im Ortsteil Hoffnungsthal. Das Grubenfeld Victor erstreckte sich im Königsforst zwischen Lehmbach und Tütberg.

## Geschichte
Das Gelände zeigt eindeutige Spuren, die auf einen Jahrhunderte alten Bergbau hindeuten. Die 1837 von dem belgischen Bankier und Industriellen François-Dominique Mosselman gegründete „Société Anonyme des Mines et Fonderies de Zinc de la Vieille-Montagne“ reichte am 15. Juni 1853 ein Mutungsgesuch auf Blei- und Kupfererze ein. Die  Verleihung erfolgte erst im Jahr 1865 (genaues Datum nicht bekannt). Sodann existiert in der Akte der Grube Direktion Elberfeld ein Schreiben der Aktien-Gesellschaft für Bergbau, Blei- und Zinkfabrikation zu Stolberg und in Westfalen an den Königlichen Revierbeamten Bergrat Buff zu Deutz vom 4. Februar 1890. Darin bezieht man sich auf Versuchsarbeiten im Grubenfeld Victor, die am 2. September 1889 durch das Bergamt über einen 13 Meter tiefen Schacht angeordnet waren. Welche Ergebnisse dadurch auf der Grube Victor erzielt wurden, bleibt unklar.

## Betrieb und Anlagen
Über den Betrieb der Grube ist nichts bekannt, weil bisher keine schriftlichen Unterlagen gefunden werden konnten. Im Gelände findet man mehrere Halden, Pingen und verbrochene Stollenmundlöcher.